# Свобода (Салаватський район)
Свобо́да (рос. Свобода) — присілок у складі Салаватського району Башкортостану, Росія. Входить до складу Терменевської сільської ради.
Населення — 102 особи (2010; 113 в 2002).
Національний склад:
- башкири — 97 %